# Peter Graves (wioślarz)
Peter Graves (ur. 25 października 1984 r. w Ohio) – amerykański wioślarz.

## Osiągnięcia
- Mistrzostwa Świata U-23 – Hazewinkel 2006 – czwórka podwójna – 16. miejsce[1].
- Mistrzostwa Świata – Poznań 2009 – dwójka podwójna – 16. miejsce[1].